# Antonio Mucci
Antonio Paulino Mucci (Avellaneda, 30 de enero de 1932 - Buenos Aires, 17 de noviembre de 2004) fue un trabajador gráfico y sindicalista argentino, que ejerció el cargo de Ministro de Trabajo durante el gobierno de Raúl Alfonsín. Propuso una reorganización del sistema sindical argentino por medio de una ley —conocida como "Ley Mucci"— que fue rechazada en el Senado, donde el justicialismo tenía mayoría; al fracaso del proyecto de ley motivó su renuncia al cargo.

## Trayectoria sindical
Afiliado al Sindicato de Artes Gráficas, era opositor al gobierno de Juan Domingo Perón; la prohibición de toda participación sindical a dirigentes reconocidos del Partido Justicialista en puestos políticos o sindicales le permitió alcanzar puestos importantes en su sindicato: en 1956 fue delegado gremial, al año siguiente fue tesorero del gremio reorganizado y en 1962 fue el representante de su sindicato en la reorganización de la central sindical CGT. Fue también uno de los más destacados opositores del líder peronista del sindicato, Raimundo Ongaro.
Durante los últimos años de la última dictadura militar, Mucci fue uno de los fundadores y secretario gremial del Movimiento Nacional de Renovación Sindical, que intentaba desplazar a los históricos dirigentes peronistas de la conducción de los principales sindicatos por medio de la democratización de las elecciones de autoridades sindicales y la inclusión de las minorías en la dirección. 

## Ministro de Trabajo (1983-1984)
En 1982 hizo una gira por varios países de Europa y por los Estados Unidos, y al año siguiente formó parte del equipo de campaña electoral de Raúl Alfonsín. Al llegar a la presidencia, en diciembre de 1983, éste lo nombró Ministro de Trabajo.

### La Ley Mucci
La Unión Cívica Radical había logrado obtener la presidencia, las gobernaciones de muchas de las provincias argentinas más importantes y la mayoría en la Cámara de Diputados, pero estaba en minoría en el Senado; podía contar, además, con la oposición de tres importantes actores: las Fuerzas Armadas -identificadas con la dictadura depuesta y preocupadas por la investigación de los crímenes de lesa humanidad cometidos durante el gobierno militar-, el Partido Justicialista (PJ), principal partido de oposición que gobernaba la mayoría de las provincias, y el movimiento obrero -fuertemente identificado con el PJ. Con respecto a éste, el objetivo de mínima de Alfonsín era actuar desde el Estado para diluir la identificación del sindicalismo con el peronismo. El objetivo de máxima era quitar al peronismo la conducción de los sindicatos importantes. Con esos objetivos y sin consultar con los sindicatos, como establecen las normas internacionales referidas a la libertad sindical, siete días después de asumir el poder Alfonsín envió al Congreso un proyecto de Ley de Reordenamiento Sindical que fue conocido como la «Ley Mucci». El sindicalismo justicialista entendió que su objetivo era «recortar el poder de los sindicatos».
Los objetivos planteados en el proyecto eran la normalización de las elecciones sindicales, limitar por ley la posibilidad de reelección a cargos electivos[cita requerida], establecer la representación de las minorías en los consejos directivos, quitar a los sindicatos el manejo de las obras sociales y promover la creación de nuevos sindicatos.
Alfonsín daba a la Ley Mucci la máxima prioridad, por lo que envió el proyecto a la Cámara de Diputados, donde el radicalismo impuso su mayoría tras una corta discusión y obtuvo la media sanción de la misma en sesiones extraordinarias. Ubaldini convocó a una movilización, que se produjo el 10 de febrero; no concurrió un número muy alto de manifestantes, pero sirvió para confirmar la unidad de la CGT.
Con el proyecto ya presentado en el Congreso, Mucci se reunió con Saúl Ubaldini, secretario general la llamada CGT Brasil, una de las dos fracciones en que estaba dividida la CGT luego de su disolución por la dictadura. Su intención era realizar un «reordenamiento sindical», como había anunciado Alfonsín en su discurso de asunción. El líder sindical, quien había ganado prestigio por haber encabezado la lucha del movimiento obrero contra la dictadura mediante grandes manifestaciones y huelgas generales, le transmitió al ministro que el movimiento obrero se oponía a un proyecto para reorganizar los sindicatos que no había contado con la participación de los sindicatos.
La presentación del proyecto, impulsó la reunificación de las dos CGT en una sola, bajo la dirección de Ubaldini, objetivo que sería alcanzado el 25 de enero del año siguiente.
El 15 de febrero, el proyecto fue presentado en el Senado, donde la Comisión de Trabajo del mismo, presidida por el senador Oraldo Britos, adelantó el rechazo al proyecto. El ministro de Trabajo y otros dirigentes radicales presionaron sobre los senadores independientes, no radicales ni justicialistas, con lo que lograron el efecto contrario al buscado: éstos votaron en contra del proyecto. El 14 de marzo, la Ley Mucci era rechazada en el Senado de la Nación por 24 a 22 votos.
Alfonsín anunció que se mantendría en vigencia la ley 22.105, promulgada por la dictadura y fuertemente cuestionada por la Organización Internacional del Trabajo. Mucci intentó reemplazar el proyecto por alguna otra forma de negociación con los sindicatos, pero finalmente presentó su renuncia el 24 de abril. Fue reemplazado por Juan Manuel Casella, un dirigente radical sin ningún contacto con el sindicalismo peronista. 
La relación del gobierno con el movimiento sindical empeoró progresivamente. El gobierno de Alfonsín no permitió que se realizaran negociaciones colectivas y preservó en el Estado el poder de fijar los salarios por decreto, por debajo de una inflación que superaba el 100% anual. Mantuvo vigente la ley sindical de la dictadura y la intervención en las obras sociales sindicales dispuesta por la dictadura.
El 24 de septiembre la central sindical llamó a un paro general de actividades, el primero de los trece que realizaría durante el gobierno de Alfonsín. En 1988, sobre el final de su gobierno, Alfonsín decidió cambiar de estrategia y dialogar con el movimiento sindical. Resultado de ello fue la sanción de una nueva ley sindical aprobada por unanimidad y la recuperación de la negociación colectiva luego de trece años de suspensión. Años después Alfonsín reconoció que su política de confrontación con el sindicalismo fue uno de los mayores errores de su gobierno.

## Actividad posterior
Mucci se retiró de la actividad sindical y política, residiendo desde entonces en el barrio porteño de Barracas.
Falleció en Buenos Aires en noviembre de 2004.